# Goodbye Lover
Goodbye Lover è un film del 1998 diretto da Roland Joffé.